# Еврейское кладбище Потсдама
Еврейское кладбище Потсдама расположено на юго-западной стороне Пфингстберг (Pfingstberg), которая до этого называлась Еврейской, а ещё раньше — Эйхберг (Eichberg), и занимает площадь в один гектар.
Эдиктом великого курфюрста Фридриха от 1681 года евреи, изгнанные из маркграфства Бранденбург в XVI веке, вновь были допущены в Потсдам. Со временем еврейская община значительно выросла, и 28 октября 1743 года город предоставил ей участок земли для захоронений площадью 200 квадратных футов, указав, что «ни для чего другого её использовать нельзя». До этого времени евреи должны были хоронить умерших в Берлине.
В 1783 году территорию кладбища обнесли стеной. В 1912 году был построен траурный зал с домиком-сторожкой. Захоронения производились до 1943 года, потом прекратились и были возобновлены только в 1992 году. Синагога общины с 1748 года по 1938 год находилась по адресу Вильгельмплац, 1 (Wilhelmsplatz, № 1) — ныне площадь Айнхайт (Einheit), где на месте синагоги установлена мемориальная доска.